# Juan Fuenmayor
Juan Fuenmayor (Maracaibo, Estado Zulia, Venezuela, 5 de septiembre de 1979) es un futbolista venezolano que juega como defensa en el Miami United F. C. de la National Premier Soccer League de Estados Unidos.  
También es Contador Público de Profesión graduándose en la Universidad Rafael Belloso Chacín (URBE) de la ciudad de Maracaibo.  

## Selección nacional
Ha sido internacional con la Selección de fútbol de Venezuela en 25 ocasiones.

### Participaciones en Copa América
| Copa América      | Sede      | Resultado        | Partidos | Goles |
| ----------------- | --------- | ---------------- | -------- | ----- |
| Copa América 2007 | Venezuela | Cuartos de final | 4        | 0     |

## Clubes
| Club                 | País           | Año         | PJ  | Goles |
| -------------------- | -------------- | ----------- | --- | ----- |
| Maracaibo            | Venezuela      | 2002 - 2008 | 331 | 8     |
| Zulia                | Venezuela      | 2008 - 2009 | 19  | 1     |
| Vålerenga            | Noruega        | 2009 - 2010 | 15  | 2     |
| Deportivo Anzoátegui | Venezuela      | 2010 - 2016 | 181 | 7     |
| Miami United         | Estados Unidos | 2017        | 6   | 0     |

## Palmarés

### Campeonatos nacionales
| Título                        | Club                 | País      | Año                    |
| ----------------------------- | -------------------- | --------- | ---------------------- |
| Primera División de Venezuela | Maracaibo            | Venezuela | 2004, 2005, 2005, 2007 |
| Torneo Apertura               | Deportivo Anzoátegui | Venezuela | 2012                   |